# Эшли, Майк
Майкл Джеймс Уоллес «Майк» Эшли (англ. Michael James Wallace "Mike" Ashley; 9 сентября 1964 года, Бакингемшир) — английский миллиардер и владелец сети спортивных магазинов «Sports Direct». В 2012 году журнал Forbes оценил его состояние в 1,5 миллиардов фунтов стерлингов, поместив его на 15-е место в списке самых богатых людей Великобритании.

## Биография
Эшли вырос в Бакингемшире, где до сих пор живут его родители (в достаточно скромном доме). Получил образование в гимназии Бакингемшира.
В 1988 году, в возрасте 24 лет женился на Линде, уроженке Швеции; пара имеет троих детей: Матильду, Анну и Оливера. Семейным домом был бывший 16-комнатный отель. Пара развелась в 2003 году.

## «Ньюкасл Юнайтед»
23 мая 2007 года Эшли купил 41,6 % (общая стоимость — около £55 млн.) акций клуба у Джона Холло. 7 июля того же года, президент клуба Фредди Шепард согласился продать свою долю (28 %) в клубе. Таким образом Эшли приобретает 77,06 %. К концу месяца, он покупает все 100 % акций на сумму 134 млн фунтов. По закону Соединённого Королевства о поглощении (англ.), покупка более 30 % акций компании обязывает сделать предложение о приобретении оставшейся части по схожей или большей цене. 31 мая было объявлено, что Совет правления «Ньюкасла» рассмотрит предложение Эшли. 7 июня председатель правления Фредди Шеппард дал согласие продать свои 29 % акций за £37.6 миллионов, сказав, что «Эшли будет отличным хранителем наследия „Ньюкасла“». К 15 июня бизнесмен увеличил размер своего пакета акций до 77,06 %, что позволило ему претендовать на отзыв клуба с фондовой биржи: для этого требуется перейти порог в 75 %. Заплатив в общей сложности £134 миллиона, уже в конце июня Эшли стал обладателем 90 % акций «Ньюкасла», а 18 июля они были сняты с котировки на Лондонской фондовой бирже.
Покупая «Ньюкасл», Эшли рассчитывал, что долг клуба составляет £70 миллионов, тогда как на самом деле он был на £30 миллионов больше. Если бы миллионер всесторонне исследовал финансовое состояние «Ньюкасла», он бы обнаружил, что, например, «спонсорские деньги потрачены ещё до того, как они пришли», а другая их часть «занята без согласования с „Адидас“». Так или иначе, Эшли поспешил опровергнуть слухи о том, что покупал «Ньюкасл» для перепродажи, а по поводу «нового» долга сказал: «Это была бы другая история, если бы мне нужно было идти в банк, и занимать деньги, — но мне не нужно. У меня есть собственные и, в любом случае, я склонен жить по принципу „за собой в могилу не утащишь“».
Поначалу болельщики команды были рады приходу Эшли. Их воодушевило назначение председателем правления Криса Морта — адвоката, который представлял интересы Эшли в ходе сделки по приобретению клуба. С первых дней Морт зарекомендовал себя как отличный собеседник многочисленной армии «горожан», всегда находя общий язык с болельщиками. В то же время сам Эшли вёл себя как один из них, выпивая в местных барах и клубах, наблюдая за играми «чёрно-белых» с трибуны бок о бок с другими фанатами. В ноябре Майку Эшли не разрешили появиться в специальной ложе «Стэдиум оф Лайт» в «Сандерленде» в чёрно-белой футболке. В результате бизнесмен присоединился к трем тысячам болельщиков джорди и следил за противостоянием с обычного места, одев футболку с 17-м номером Алана Смита.
14 сентября 2008 года Майк Эшли сделал заявление, что выставляет «Ньюкасл» на продажу (это произошло на следующей день после первой домашней игры с момента отставки Кигана; сам Эшли на игре не присутствовал).
В течение следующих трех месяцев Майк Эшли совершил ряд встреч с потенциальными инвесторами, но ни одна из них не завершилась сделкой. В итоге 28 декабря владелец «Ньюкасла» объявил, что клуб больше не продаётся: «Я рад положить конец неопределенности, которую фанаты, должно быть, испытывали относительно будущего руководства. Я знаю, насколько это важно для Вас».
После того как «Ньюкасл» покинул высшую лигу Майк Эшли вновь выставил клуб на продажу, оценив его стоимость в £100 миллионов, что в три раза меньше сентябрьского предложения. «Это было катастрофой для всех. Я потерял свои деньги и принимал ужасные решения. Теперь я хочу продать его как можно скорее», — сказал бизнесмен. «Ньюкасл Юнайтед» выпустил официальное заявление о продаже клуба с указанием телефонного номера и адреса электронной почты, которые тут же перепечатали в СМИ. Это привело к большому количеству звонков с ложными предложениями; немалая часть из них пришлась на болельщиков «Сандерленда». Но ещё большие противоречия вызвали слова Денниза Уайза о том, что клуб, несмотря на его отставку, по-прежнему выплачивает ему £80 000 в месяц (как и другим ушедшим) — отсюда и стремление Эшли быстрее продать убыточное предприятие.
После завершения судебных разбирательств между Майком Эшли и Кевином Киганом последний отказался вернуться к прежней должности. В результате 27 октября Хьютон был назначен главным тренером «Ньюкасла» и подписал контракт до конца сезона. В этот же день Майк Эшли объявил, что клуб больше не продаётся, так как ему не удалось найти покупателя, который смог бы предоставить подтверждение наличия необходимых средств. Также владелец «Ньюкасла» отметил, что будет продолжать вкладывать в него деньги, желая сократить размер имеющегося долга.